# Schweizerische Lokomotiv- und Maschinenfabrik

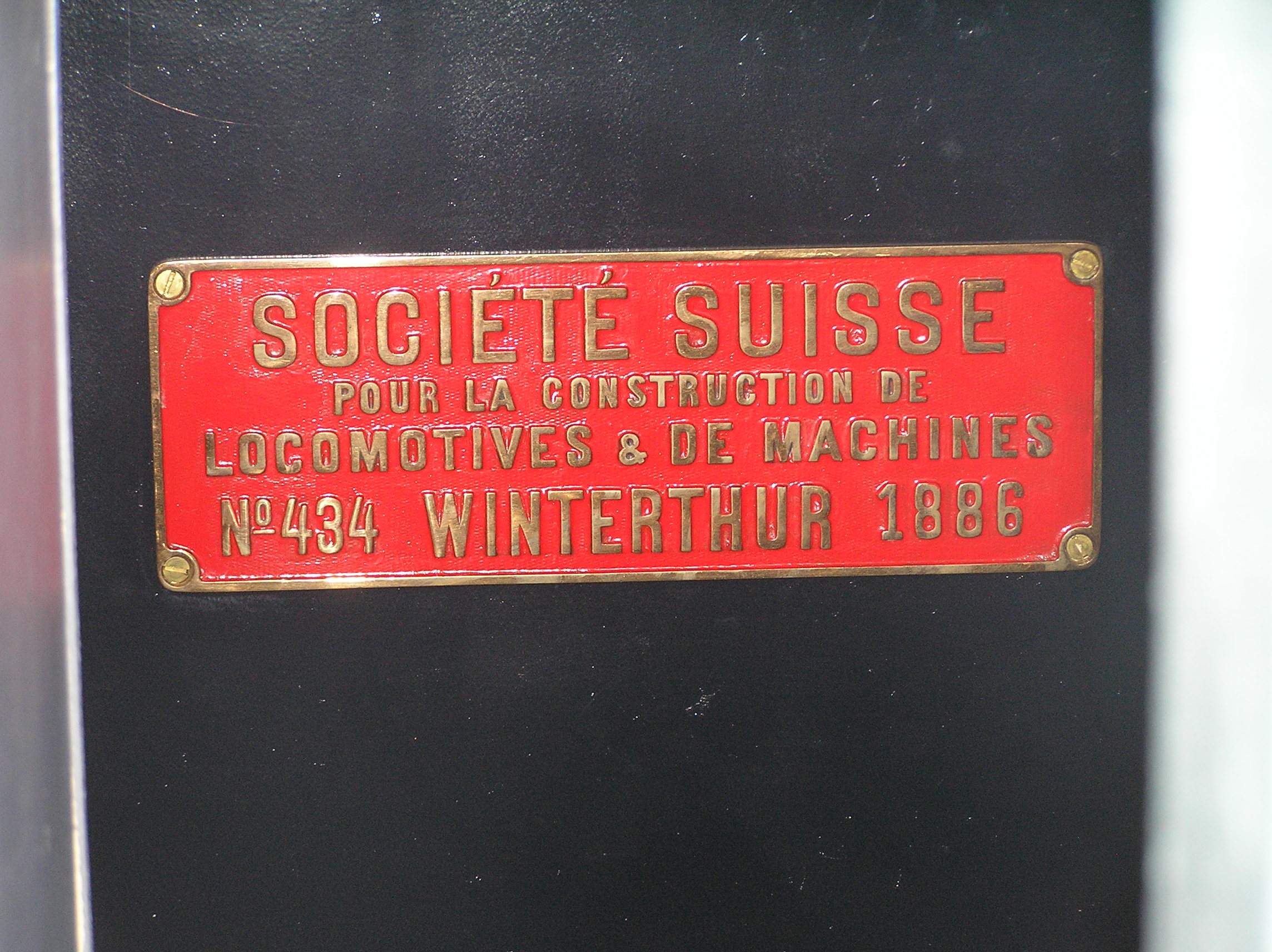
Französischsprachiges Fabrikschild

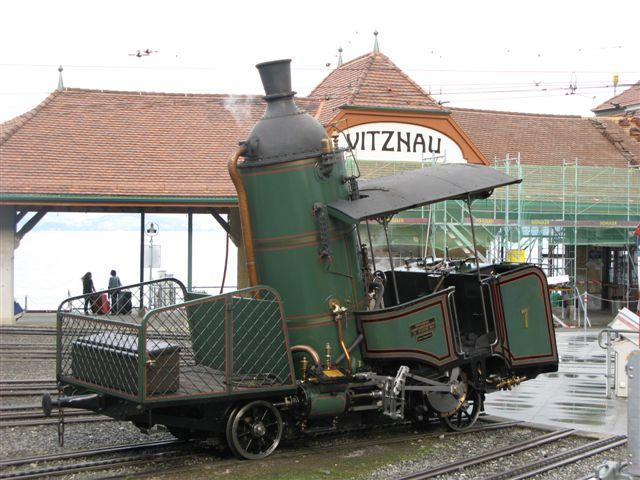
Die Nr. 7 der Vitznau-Rigi-Bahn (1873)

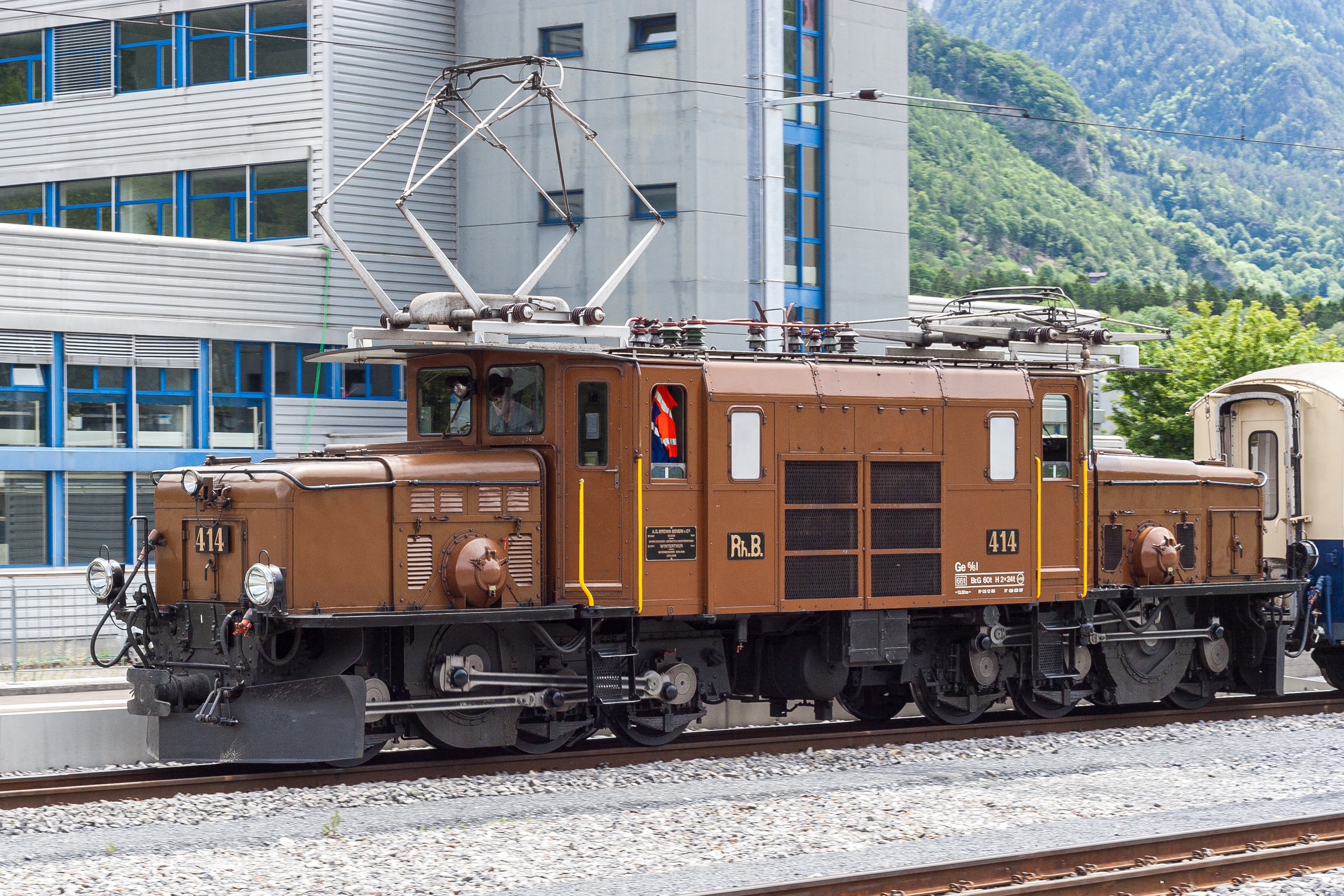
RhB Ge 6/6 I Rhätisches Krokodil (1921)

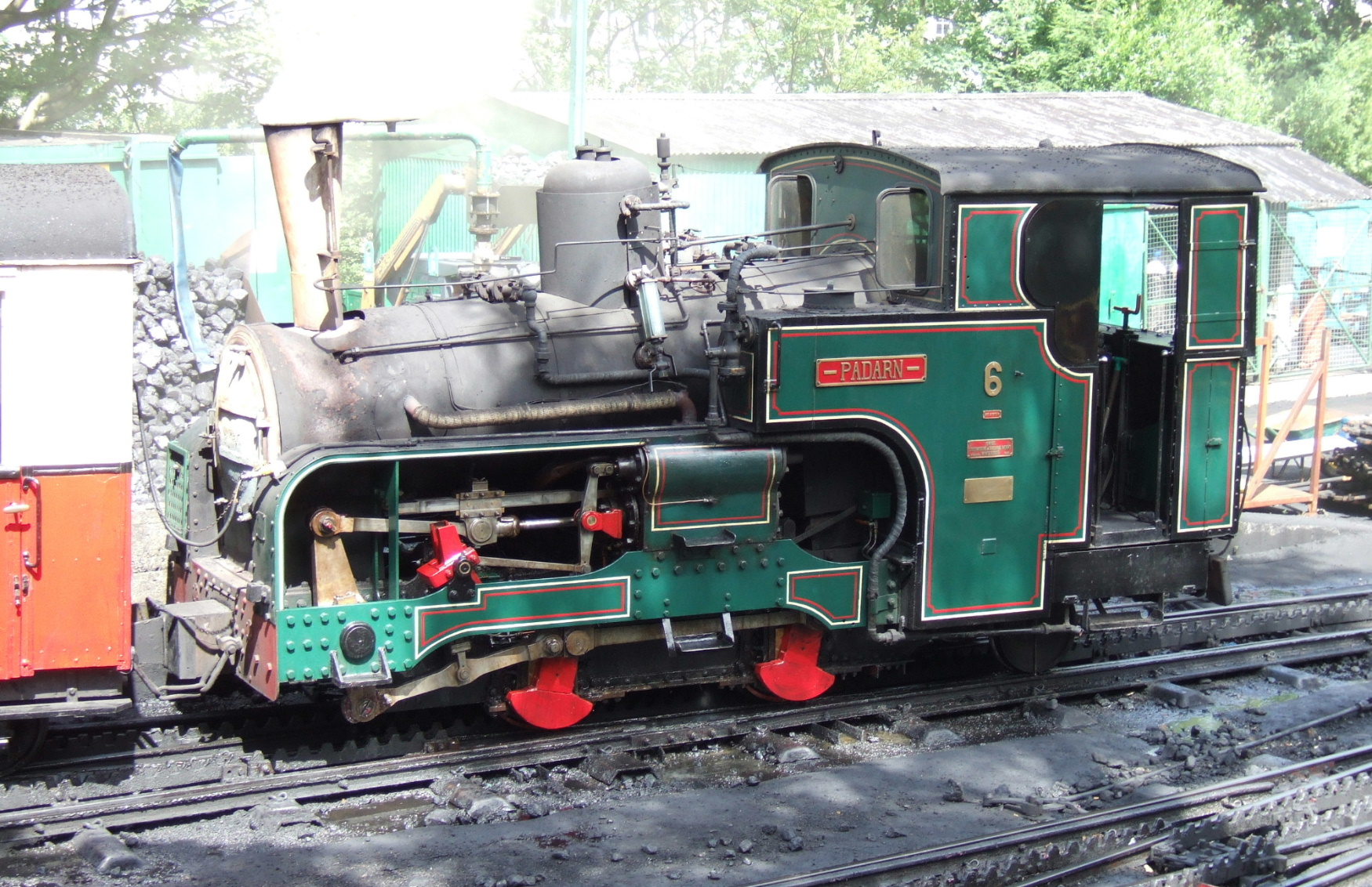
Lokomotive der Snowdon Mountain Railway (1922)

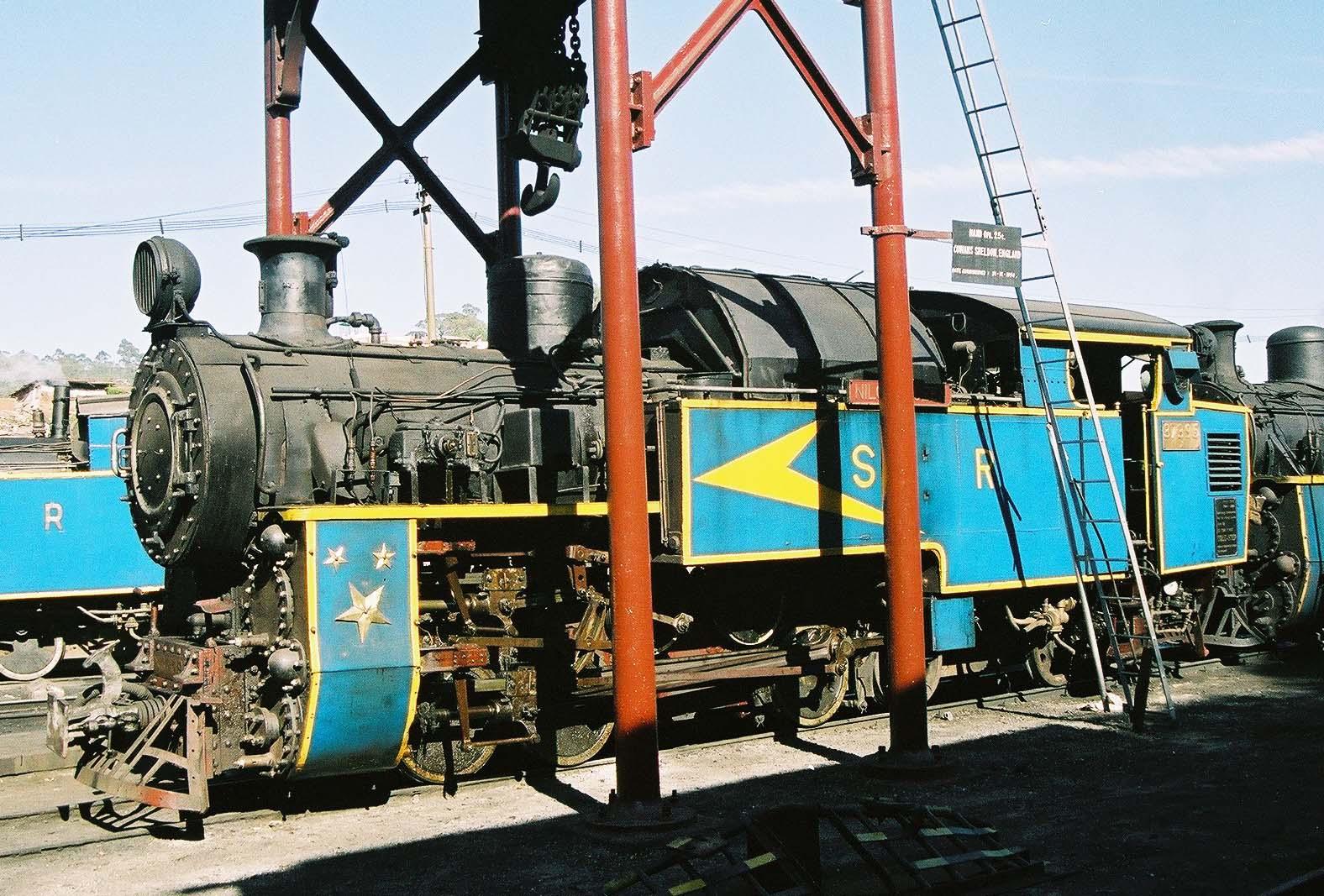
SLM-Zahnradlokomotive in Indien

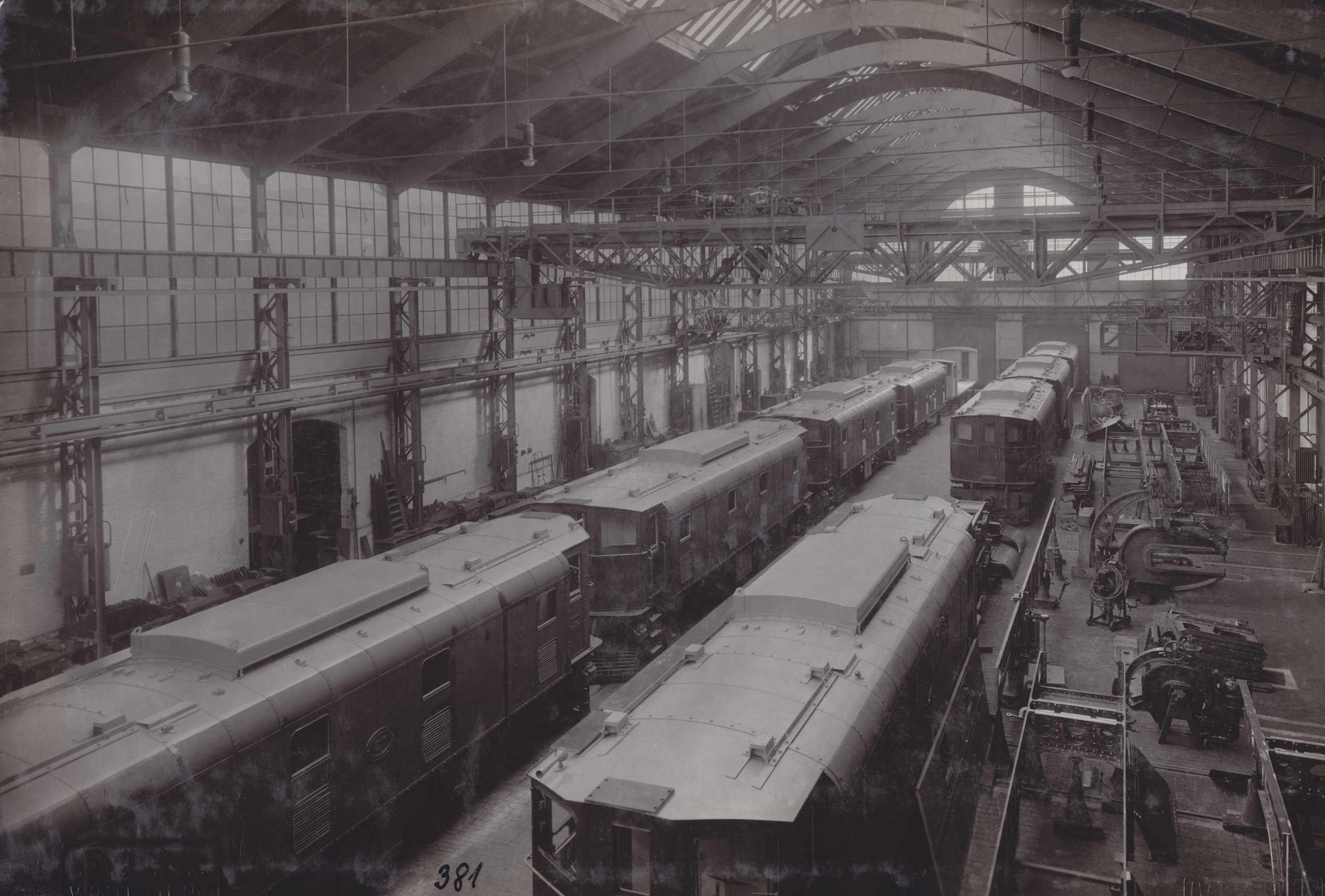
Lokomotiven der SAR-Klasse 1E in der Montagehalle der SLM in Winterthur

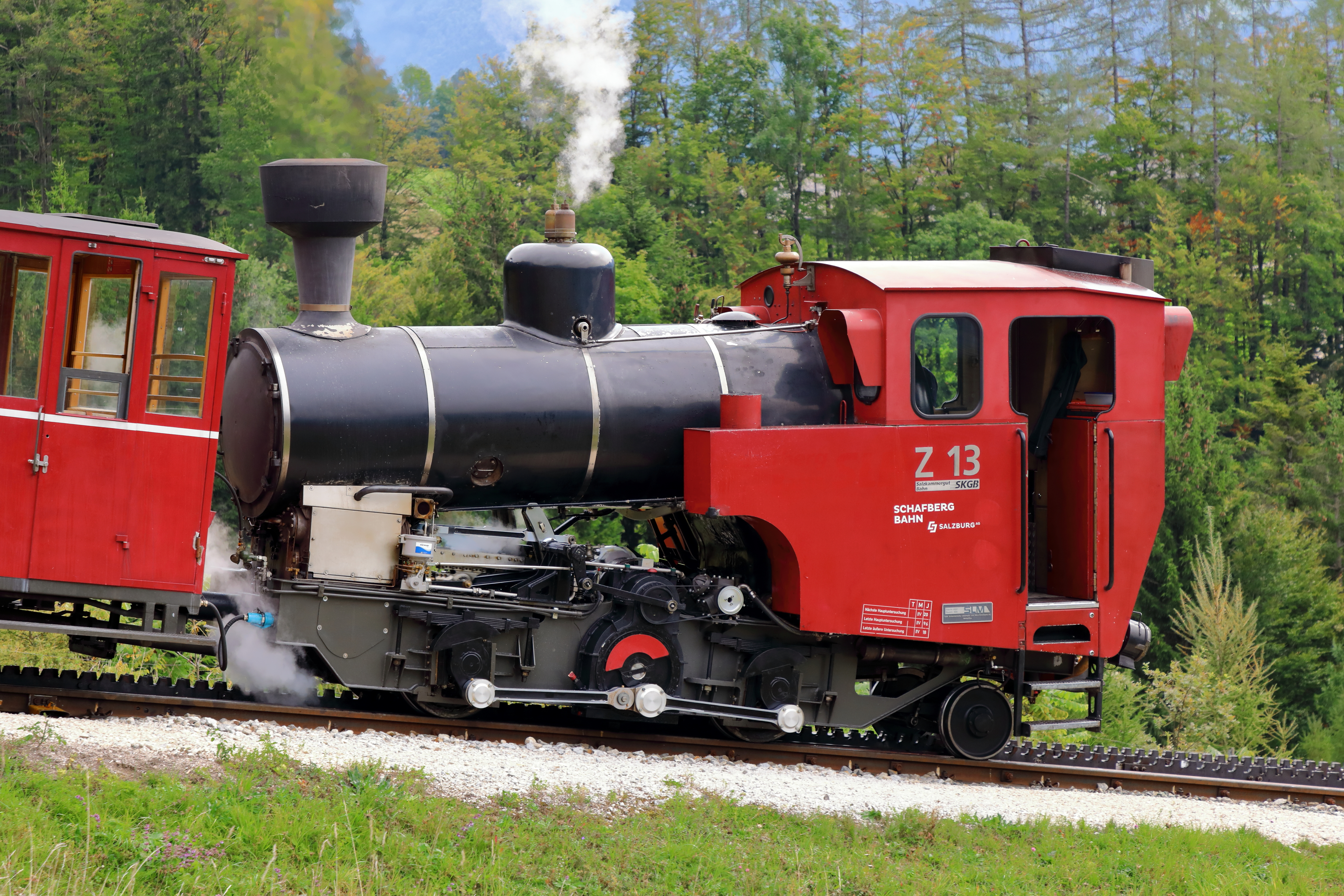
Ölbefeuerte Neubau-Zahnrad-Dampflokomotive (1995)

Die Schweizerische Lokomotiv- und Maschinenfabrik (SLM) war ein schweizerisches Unternehmen der Schwerindustrie mit Sitz in Winterthur. Gegründet 1871 als Dampflokomotivenfabrik, wurden ab 1998 Unternehmensteile veräussert, verselbständigt oder geschlossen. Zuletzt ab 2001 unter dem Namen Winpro aktiv, wurde die letzte Geschäftseinheit Drehgestellproduktion 2005 von Stadler Rail übernommen. Die Fabrik war besonders für ihre Zahnradlokomotiven bekannt.

## Geschichte
Die «Schweizerische Lokomotiv- und Maschinenfabrik» (SLM) wurde 1871 in Winterthur von Charles Brown (Vater von Charles Eugene Brown, Mitbegründer von Brown, Boveri) gegründet, nachdem es bei seinem bisherigen Arbeitgeber Sulzer zu Unstimmigkeiten mit dem damaligen Patron Heinrich Sulzer-Steiner gekommen war. In unmittelbarer Nachbarschaft zu Sulzer entstanden auf einer Parzelle auf dem Tössfeld bis 1873 der Verwaltungsbau und erste Fabrikbauten, das spätere «Werk 1», mit direktem Gleisanschluss ans wachsende Schweizer Eisenbahnnetz.
Die erste Lokomotive, die das Werk verliess, war die 1873 erbaute Nr. 7 der Vitznau-Rigi-Bahn. Der Kessel der Nr. 7 war stehend eingebaut, damit die Heizrohre auch bei Schräglage vollständig von Wasser umgeben waren, um das Risiko einer Kesselexplosion zu verringern. Die Nr. 7 wurde 1937 ausrangiert. Sie ist mittlerweile im Verkehrshaus der Schweiz (VHS) in Luzern ausgestellt und wird gelegentlich an Jubiläen wieder in Verkehr gesetzt. Zum 150-jährigen Jubiläum 2021 wurde sie wieder aufgearbeitet und ist bis auf weiteres auf Erlebnisfahrten zu sehen. Erste Geschäftserfolge stellten sich mit Zahnradlokomotiven ein, während im Ausland insbesondere Lokomotiven für Überlandstrassenbahnen und Lokalbahnen (sogenannte Sekundärbahnen) gefragt waren. Konjunktureinbrüche wie auch der Konkurs der Schweizerischen Nationalbahn führten zu einem unstetigen Geschäftsverlauf, worauf 1882 mit der Produktion von Dampfmaschinen und Dampfkesseln begonnen wurde. Die Diversifikation wurde 1884 auf Gasmotoren und Gaserzeuger ausgeweitet.
Eine Dividende konnte erstmals 1883 ausgeschüttet werden, diese stieg bis 1889 auf 10 % und verharrte bis 1909 auf diesem Niveau. Die SLM war zum grössten schweizerischen Lokomotivhersteller aufgestiegen und investierte in den Ausbau. Ab den 1890er-Jahren konnte die SLM in ihrem Bereich die Inlandnachfrage abdecken. Von 1896 bis 1898 wurden weitere Parzellen, südlich der Jägerstrasse, zugekauft. Auf diesen entstand ab 1900 das «Werk 2»; unter den neuen Fabrikbauten waren Werkstätten, Magazine und Lager sowie eine neue Giesserei. Zwischen 1905 und 1906 wurde das Verwaltungsgebäude vergrössert. Als Landreserve wurde 1907 eine Bauparzelle westlich der Zürcherstrasse zugekauft, auf welcher 1931 schliesslich «Werk 3» entstand.
Mit verschiedenen Herstellern elektrischer Ausrüstung wie Brown, Boveri & Cie. (BBC), der Maschinenfabrik Oerlikon (MFO) und der Société Anonyme des Ateliers de Sécheron (SAAS) entstand eine Zusammenarbeit für den Bau der bereits früh in der Schweiz verbreiteten Elektrolokomotiven, wobei SLM die Fahrwerke und Aufbauten lieferte. Durch die Zusammenarbeit von BBC mit Metropolitan-Vickers aus England kam SLM auch zu namhaften Exportaufträgen in die britischen Kolonien wie zum Beispiel Indien und Südafrika, wo SLM ab 1923 den mechanischen Teil für 78 Lokomotiven der SAR-Klasse E1 liefern konnte, was damals der grösste Auftrag für Elektrolokomotiven einer einzelnen Baureihe war. In die damalige französische Kolonie Indochina lieferte die SLM HG 4/4 Heissdampflokomotiven für den gemischten Adhäsions- und Zahnradbetrieb. In der Schweiz machte sie sich durch die Mitfabrikation erfolgreicher SBB-Lokomotiven wie Ae 3/6 I und Ae 4/7 einen Namen.
Nach dem Zweiten Weltkrieg lief die Grossserienproduktion von Dampflokomotiven aus, womit Giessen und Schmieden von Dampfkesseln immer weniger gefragt war. Die Gunst der Stunde nutzte Sulzer und übernahm 1961 die SLM mehrheitlich. Im Zuge der folgenden Restrukturierung wurden sämtliche Doppelspurigkeiten abgebaut. Die Abteilungen Motorenbau (Gasmotoren, Dieselmotoren), Kompressor und Pumpen, Apparatebau wie auch die Schmiede und die Graugussherstellung wurden von Sulzer absorbiert bzw. eingestellt (z. B. der Bau von Ackerschleppern). Der Personalbestand von 2'265 Mitarbeitern sank durch Übertritte zu Sulzer; im Jubiläumsjahr 1970, dem 100. Geschäftsjahr der SLM, beschäftigte diese noch 1'270 Personen. Gesteigert wurde im selben Zeitraum zudem der Umsatz; ab 1963 wurde eine Dividende von 9 % ausgeschüttet. Auch gelang es Sulzer, mit eigenen Aufträgen das Werk 2 der SLM auszulasten, wovor man als Konkurrent noch zurückgeschreckt war.
Obschon sich der damalige technische Direktor der SLM, Gysel, gegenüber dem Obermaschineningenieur Gerber der BLS 1941 bezüglich der BLS Ae 4/4 dahingehend geäussert hatte, dass eine solche vierachsige laufachslose Drehgestelllokomotive ein unerhörtes Wagnis darstelle, eine solche Maschine zu bauen, und technisch unverantwortlich sei, Gysel gar die Mitwirkung der SLM ablehnte, prägte die SLM mit ihren laufachslosen Drehgestelllokomotiven schon kurz danach das Schweizer Schienennetz. Die Ahnenreihe BLS Ae 4/4 (1944), Re 4/4I (1946), Ae 6/6 (1952), BLS Re 4/4 (1964), Re 4/4II (1964), und Re 6/6 (1972) wurde bis in die 1980er-Jahre gebaut und kam auf rund 575 Exemplare, alleine für SBB und BLS. Die SLM hatte dabei ihre eingespielte Rolle als Entwicklerin der gesamten Fahrzeugmechanik: Lokomotiv-Rahmen, -Kasten, -Verschalung, -Dach und die Drehgestelle. Für die Fahrzeugelektrik setzte man auf die Schweizer Konsortialpartner MFO, BBC und SAAS, welche vermehrt Gemeinschaftsentwicklungen beisteuerten; mit Übernahme der MFO 1967 und der SAAS 1969 durch die BBC wurde diese zur wichtigsten Mitentwicklerin.
In den 1980er-Jahren machte der SLM eine Bestellflaute im Inland zu schaffen, da kleinere Bahnen stark auf Triebwagen setzten, welche die SLM aufgrund eines Stillhalteabkommens mit SWS/SWP, FFA und SIG nicht anbot. Auch die mit BBC entwickelten Prototyp-Lokomotiven Re 4/4IV von 1982 waren kein durchschlagender Erfolg; die SBB setzten 1981 auf ein 7. Baulos der bewährten Re 4/4II, die bis 1985 geliefert wurden.
Einen wichtigen Exporterfolg erzielte man mit der 50-Hz-Arbeitsgemeinschaft (50 c/s Group) in Form der CNR-Baureihe 8K, einer Weiterentwicklung der SNCF BB 15000 in Zusammenarbeit mit Alsthom-MTE. Für 48 der 50 Doppellokomotiven (96 Einheiten) lieferte man von 1985 bis 1987 unter Federführung von MTE den mechanischen Teil nach China. Eine letzte Zusammenarbeit mit der 50-Hz-Gruppe führte 1990 zum Bau von drei Exemplaren der Spoornet-Klasse 14E für Südafrika, deren Nachbau 14E1 später unter SLM-Lizenz gebaut wurde.
In der Schweiz fanden die erneut mit BBC entwickelten KTU-Lokomotiven von 1987, die ersten Schweizer Umrichterlokomotiven in GTO-Technik, Abnehmer bei Privatbahnen und ebneten den Weg für die in vier Losen von den SBB bestellten Re 450 (1989) für die S-Bahn Zürich (115 Stück). Schweizer Meterspurbahnen setzten sowohl auf Nachbestellungen der HGe 4/4II (mit Zahnradantrieb) wie auch der neu konzipierten Ge 4/4(III) (ohne Zahnradantrieb). Ab 1992 lieferte SLM mit den leichtölbefeuerten H 2/3 eine neuentwickelte Reihe von Zahnraddampflokomotiven an verschiedene Bergbahnen in der Schweiz und Österreich aus, die aus touristischen Gründen weiterhin Dampfbetrieb anboten und Ersatzbedarf für ihre teils über hundert Jahre alten Dampflokomotiven hatten.
Die letzte gemeinsame Entwicklung mit ABB, die aus der Fusion der BBC mit ASEA hervorgegangen war, wurden die beiden «Lok-2000»-Baureihen Re 460 (1992) und Re 465 (1994). Mit letzteren gewannen SLM/ABB auch Ausschreibungen aus Finnland (VR Sr2), Norwegen (El 18) und Hongkong (KCRC TLN/TLS). Mit Überstellung der TLS (Fabriknummer 5744) zu Adtranz nach Oerlikon – für die Endmontage und Inbetriebnahme des Traktionsstrangs – wurde 1997 die Produktion eingestellt und die SLM in ihrem 127. Geschäftsjahr durch ihren Mutterkonzern Sulzer faktisch aufgelöst.

## Auflösung und Verbleib
1998 wurde SLM in Sulzer-Winpro AG umfirmiert und die Belegschaft, bis auf einen Stamm von 350 Mitarbeitern, entlassen. Des Weiteren wurde der Produktbereich Zahnradbahnen an Stadler Rail verkauft, das Engineering über den Umweg via Adtranz an Bombardier Transportation.
Bereits Mitte 2000 wurde die Dampflokomotivtechnik aus der SLM ausgelagert und als Dampflokomotiv- und Maschinenfabrik DLM verselbstständigt.
Die Messtechnikabteilung (in der SLM als physikalisches Labor gegründet) wurde im Oktober 2001 von der PROSE AG übernommen.
Nach einem Management-Buy-out im Jahr 2001 wurde die Winpro AG gegründet, die sich im Bereich Automotiv, Schienenfahrzeuge, Systems und Maschinenbau engagierte. Am 7. September 2005 wurde Winpro komplett von Stadler Rail übernommen und 2006 in Stadler Winterthur umbenannt.

## Historisches Archiv der SLM
In Zusammenarbeit mit Sulzer und Bombardier Transportation sowie dem Verkehrshaus der Schweiz übernahm die Stiftung Historisches Erbe der SBB («SBB Historic») das Planarchiv der SLM Anfang 2004. Auf 300 m² standen im ehemaligen Direktionsgebäude an der Zürcherstrasse 41 in Winterthur mehrere 100'000 Pläne, die Fotosammlung der SLM, Fabrikprospekte, Bestellunterlagen und weiteres Archivmaterial zur Verfügung.
Als Aussenstelle von SBB Historic geführt, fiel 2017 der Entscheid, das Archiv bis Ende 2018 nach Windisch, dem Hauptsitz der Stiftung, zu verlegen und ins dortige Archiv zu integrieren. Seit April 2019 ist das Archiv der Öffentlichkeit dort wieder zugänglich.

## Produktion von Strassenfahrzeugen
Das Unternehmen stellte 1899 ein leichtes Automobil her. Das Fahrzeug bot Platz für vier Personen. Für den Antrieb sorgte ein Einzylindermotor mit 7 PS (5 kW) Leistung. Es ist nicht bekannt, ob das Fahrzeug ein Einzelstück blieb oder in geringen Mengen produziert wurde. 1906 folgten Lastwagen mit Dampfmotoren. Zwischen 1924 und 1932 entstanden etwa 15 Nutzfahrzeuge mit Ottomotoren.
1934 folgte der nächste Versuch, in die Automobilproduktion einzusteigen. Der Markenname lautete SLM-Pescara. Nach Plänen von Raúl Pateras Pescara, der zuvor die Fábrica Nacional de Automóviles S.A. geleitet hatte, entstanden Sechzehnzylindermotoren. Die Motoren in V-Form leisteten aus 3600 cm³ Hubraum mit Hilfe eines Kompressors 150 PS (110 kW). Chausson fertigte das Fahrgestell. Die handgefertigte Cabriolet-Karosserie eines französischen Karosserieherstellers bot Platz für zwei Personen. Insgesamt wurde lediglich ein Fahrzeug fertiggestellt, das Pescara übernahm. Darüber hinaus entstanden zwei weitere Motoren. Sowohl das Fahrzeug als auch die beiden Motoren existieren heute nicht mehr.